# 13 Hours: The Secret Soldiers of Benghazi
13 Hours: The Secret Soldiers of Benghazi (o semplicemente 13 Hours) è un film statunitense del 2016 co-prodotto e diretto da Michael Bay.
La pellicola è l'adattamento cinematografico del libro 13 Hours di Mitchell Zuckoff, che tratta fatti realmente accaduti l'11 settembre 2012, quando un gruppo di militanti islamici attaccò il consolato statunitense a Bengasi in Libia dove si trovavano sei contractor e lo staff statunitense.

## Trama
2012. La città libica di Bengasi è uno dei luoghi più pericolosi al mondo, tanto che le nazioni del resto del mondo hanno ritirato ogni ufficio diplomatico dal paese per paura di un attacco dei miliziani. Gli Stati Uniti possiedono ancora un complesso diplomatico (non un'ambasciata) aperto nella città; a meno di un miglio di distanza si trova una base segreta della CIA, chiamata Annex, protetta da un team di agenti a contratto privato dal GRS. I membri sono Mark "Oz" Geist, John "Tig" Tiegen e Dave "Boon" Benton, tre ex-marine statunitensi, Kris "Tanto" Paronto, ex-ranger dell'esercito statunitense, e "Bob", capo CIA; tra i nuovi membri si trova Jack Silva, ex-Navy SEAL arrivato a Bengasi sotto il comando dell'amico ed ex commilitone Tyrone "Rone" Woods.
Precedendo l'arrivo dell'ambasciatore statunitense Christopher Stevens, la squadra visita la missione diplomatica speciale, dove risiederà l'ambasciatore, ed avverte Scott Wickland e Dave Ubben, due agenti del DSS, sui rischi derivati da una scarsa sicurezza e sull'alta probabilità di attacchi a causa di un debole governo centrale. Stevens arriva a Bengasi per mantenere i rapporti diplomatici tra Stati Uniti e Libia in mezzo a un caos politico-sociale, protetto solo da cinque agenti del DSS e alcune guardie assunte da un corpo della milizia locale, ovvero la Brigata dei Martiri del 17 Febbraio, alias "17-Feb". La mattina dell'undicesimo anniversario degli attacchi dell'11 settembre, Stevens nota degli uomini sospetti che fotografano il complesso e notifica la sicurezza; intanto, Silva viene a sapere che sua moglie è incinta.
La notte stessa, un gruppo di militanti islamisti di Asan al-Sharia attacca il complesso, al quale accedono con facilità dopo aver sbaragliato le guardie del 17-Feb; Wickland porta Stevens e Smith, uno specialista della IT, in una stanza blindata. Incapaci di far breccia in essa, gli assedianti danno alle fiamme l'edificio sperando di eliminarne gli occupanti; Wickland riesce a scappare, ma Stevens e Smith hanno invece la peggio. All'Annex, "Bob" avverte i membri del GRS che intervenire porterebbe all'esposizione dell'Annex, ma il team si dirige sul luogo lo stesso e si congiunge con gli agenti del DSS; le squadre si dividono: Silva, Woods e Tiegen andranno al consolato, mentre Paronto e Benton, assistiti da qualche militare del 17-Feb, andranno al cancello. Silva e Woods entrano nell'edificio alla ricerca di Stevens e Smith, ma trovano solo il corpo di quest'ultimo. Dopo un intenso scontro a fuoco nel complesso contro i militari, il team DSS si ritira in un'automobile, ma dopo una rissa dove Wickland finisce dalla parte sbagliata, i DSS vengono seguiti dai militari mentre tornano all'Annex; in seguito, anche il team del GRS si ritira alla base.
Conscio che un attacco dei militari è imminente, lo staff CIA dell'Annex tenta disperatamente di chiamare aiuto, ma riceve solo quello di Glen "Bub" Doherty, ex-Navy SEAL e operatore GRS a Tripoli; Doherty forma una squadra, che includerà due operatori della Delta Force e che si dirigerà a Bengasi dopo vari ritardi. Intanto, il team GRS respinge i militari che tentano di superare il perimetro dell'Annex, la quale, dopo aver respinto un gran numero di assalitori, riceve l'insperato aiuto dall'ISR. I rinforzi di Tripoli arrivano e iniziano a preparare lo staff della CIA e del DSS per la loro partenza all'aeroporto. Segue però un attacco nemico tramite un mortaio, nel quale Ubben viene ferito e Geist quasi perde un braccio; Woods accorre per salvarlo ma viene ucciso da un altro colpo di mortaio, mentre un terzo uccide Doherty detonandogli addosso. Mentre Geist e Ubben vengono messi in cure mediche, gli operatori del Delta Force si sbarazzano del corpo di Woods, con grande ira di Silva. Con la squadra GRS compromessa e l'Annex ora vulnerabile, gli agenti rimasti del GRS vedono un convoglio di veicoli avvicinarsi, ma viene fuori che si tratta di un elemento della Libya Shield Force che sta scortando rinforzi per il GRS. Si scopre anche che Stevens è stato trovato dietro al complesso, ma è stato dichiarato morto all'ospedale.
Giunti all'aeroporto, Geist e lo staff della CIA si dirigono a Tripoli, mentre il resto del team GRS aspetta il prossimo aereo con i corpi di Stevens, Smith, Woods e Doherty; avvicinato dai suoi amici del 17-feb, Paronto dà loro le chiavi dei vecchi veicoli blindati di Gheddafi. Nei titoli di coda vediamo che tutti i membri superstiti del team GRS, ora scioltosi, sono stati premiati in una cerimonia privata e ora vivono con le loro famiglie, con Geist che è riuscito a guarire il braccio dopo numerose chirurgie.

## Distribuzione
Il primo trailer del film viene diffuso il 28 luglio 2015.
La pellicola è stata distribuita nelle sale cinematografiche statunitensi il 15 gennaio 2016.

## Riconoscimenti
- 2017 - Premio Oscar
  - Candidatura per il Miglior sonoro a Gary Summers, Jeffrey J. Haboush e Mac Ruth.[3] Originariamente era stato nominato anche Greg P. Russell, ma è stato squalificato per aver violato il regolamento dell'Academy.[4][5]
- 2017 - Satellite Award
  - Candidatura per il Miglior suono